# U 320
U 320  war ein deutsches U-Boot vom Typ VII C/41 der Kriegsmarine.
Es gilt als das letzte im direkten Kampf besiegte deutsche U-Boot des Zweiten Weltkrieges.

## Geschichte

### Untergang
Am 8. Mai 1945 entdeckte um 4:45 Uhr ein britisches Flugboot vom Typ Catalina „X“ (Flt Lt K.M. Murray) des 210. RAF-Geschwaders das getauchte U-Boot. Der Schnorchel und das Periskop hatten es verraten. Vier Wasserbomben wurden abgeworfen, worauf Öl aufschwamm. Die abgesetzten Sonarbojen übermittelten Geräusche von Hämmern, als ob die Besatzung versuchte, das Boot zu reparieren. Als das Flugboot um 14:10 Uhr wegen Treibstoffmangels die Beobachtung abbrach, war das Hämmern noch immer zu hören. Nach zwei Tagen, am 10. Mai 1945, brachte Kommandant Heinz Emmrich sein beschädigtes Boot an die Wasseroberfläche, so dass die Besatzung es verlassen konnte. Anschließend wurde das Boot von der Besatzung gesprengt.61° 32′ N, 1° 53′ O